# 1998 QX9
1998 QX9 är en asteroid i huvudbältet som upptäcktes den 17 augusti 1998 av LINEAR i Socorro County, New Mexico.
Asteroiden har en diameter på ungefär 11 kilometer.